# Jean-Robert-Nicolas Lucas de Montigny
Jean-Robert-Nicolas Lucas de Montigny, né à Rouen en 1747 et mort à Paris en 1810, est un sculpteur français.

## Biographie
Après une formation dans sa ville natale, Lucas de Montigny entre à l’école des Beaux-Arts de Paris en 1774.
À la Révolution dont il épousa les idées, Lucas de Montigny fut très actif, sculptant les bustes de Voltaire, Jean-Jacques Rousseau, Mirabeau ou Jean-Barthélémy Le Couteulx de Canteleu.
Le fils de Lucas de Montigny, Jean-Marie-Nicolas, fut élevé dans l’entourage de Mirabeau qui était fort probablement son vrai père. Il épousa, en 1809, Lise Roland, fille du sculpteur Philippe-Laurent Roland. Fils naturel né d'une relation en 1782 de Honoré Gabriel de Riqueti de Mirabeau (1749-1791) avec Edmée Adélaïde Baignières (1750-1796), épouse de Jean-Robert-Nicolas Lucas de Montigny, Jean-Marie-Nicolas Lucas de Montigny, dit Gabriel ou Coco, passa la plus grande partie de son enfance dans la maison de Mirabeau, qui l'emmena notamment avec lui en Allemagne. Il hérita à la mort de ce dernier (puis de Mme de Saillant en 1821) d'une grande fortune constituée entre autres de documents et d'œuvres d'art de la collection de Mirabeau, qu'il ne cessera d'enrichir tout au long de sa vie. Il acquit le château de Mirabeau vers Marseille en 1816 et se consacra à la publication de ses Mémoires biographiques en 1834.
Protégé par Nicolas Frochot, ami de Mirabeau, devenu sous l'Empire préfet de la Seine, il se lança par ailleurs dans une grande carrière administrative et devint lui-même président du Conseil de préfecture de la Seine en 1853 avant d'être nommé conseiller d'État juste avant sa mort le 24 janvier 1853. Lucas de Montigny avait épousé en 1809 la fille du statuaire Roland. Chrétien-Auguste Juncker (1791-1865), père du grand collectionneur d'autographes Albert Juncker (1845-1932), était ingénieur (Polytechnique et Mines) et dirigea durant 25 ans les mines de Poullaouen et du Huelgoat avant de gérer le service des carrières du département de la Seine.

## Œuvres
- L’Acteur Préville dans le rôle de Figaro, buste, Paris, musée du Louvre, département des sculptures
- La Saint-Huberty dans le rôle de Didon, statuette, Paris, musée du Louvre, département des sculptures
- Mirabeau, buste, Paris, musée du Louvre, département des sculptures
- Voltaire debout et lisant, statuette, Institut et musée Voltaire à Genève en 1957, acquise par la famille Pictet qui en fit don à la ville de Genève (voir : Gazette des Délices, musée Voltaire)
- Jean-Jacques Rousseau, collection des musées royaux d'art et d'Histoire de Belgique, Bruxelles